# Limonium bourgaei
Limonium bourgaei är en triftväxtart som först beskrevs av Philip Barker Webb och Pierre Edmond Boissier, och fick sitt nu gällande namn av Carl Ernst Otto Kuntze. Limonium bourgaei ingår i släktet rispar, och familjen triftväxter. Inga underarter finns listade i Catalogue of Life.